# Stary Cmentarz Rzymskokatolicki w Piotrkowie Trybunalskim
Stary Cmentarz Rzymskokatolicki w Piotrkowie Trybunalskim – zabytkowy cmentarz w Piotrkowie Trybunalskim założony w 1830 roku razem z połączonym z nim cmentarzem prawosławnym położonym w części południowo-wschodniej.

## Historia

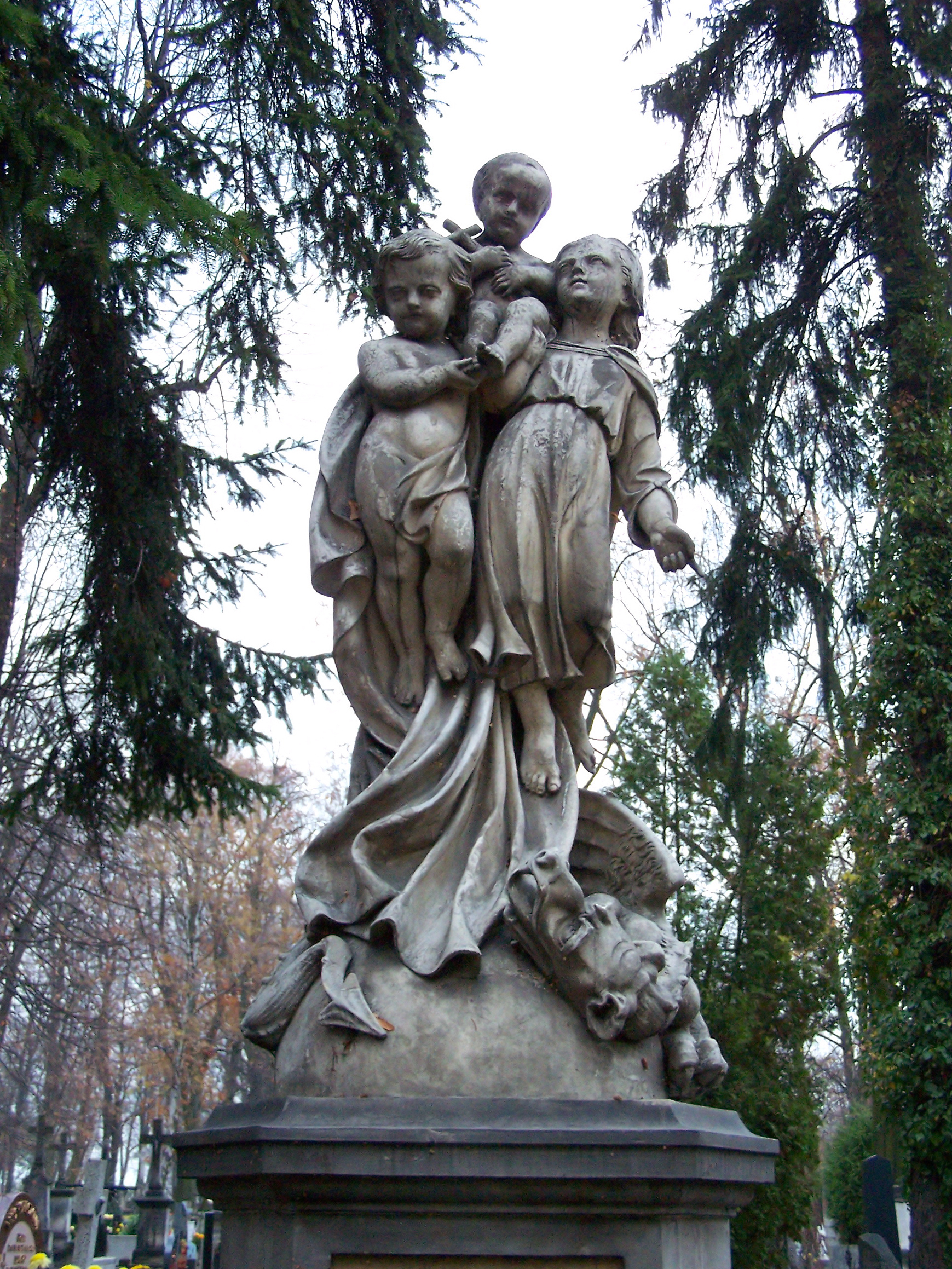
Pomnik nagrobny Ludwika, Stefanii i Wandy Kańskich (listopad 2006)

Cmentarz powstał w I połowie XIX wieku na gruntach zakupionych od Józefa Dorywalskiego . Niektóre źródła podają, że pierwsze pochówki na jego terenie odbyły się już w 1797 roku, gdy w trakcie tzw. czarnej procesji przeniesione zostały tam zwłoki pijarów, donatorów i uczniów szkoły zakonnej. Pierwotnie na cmentarzu grzebano ubogich, szczególnie osoby zmarłe w czasie epidemii cholery. Zamożni mieszkańcy, co do zasady, aż do 1850 roku byli chowani na cmentarzach przykościelnych w obrębie granic miasta. W latach 1852–59 teren cmentarny został powiększony do 125 900 stóp kwadratowych (tj. około 1 ha) poprzez wykup kolejnych gruntów od prywatnych właścicieli . W 1860 roku cmentarz otoczono ceglanym murem (wykorzystując częściowo cegły i kamienie z rozbiórki murów miejskich) oraz wybudowano bramy, z których jedna prowadziła na cmentarz katolicki, zaś druga – na prawosławny. Cmentarz nie posiadał jeszcze wówczas wytyczonych alejek, pochówków dokonywano w sposób nieuporządkowany, zdarzały się przypadki wypasu na jego terenie bydła i wykopywania zwłok przez psy. Dopiero w roku 1870 dokonano regulacji cmentarza – wyrównania terenu, podzielenia na kwatery oznaczone numerami wyciętymi na słupach kamiennych i wytyczenia alei i ścieżek. Prace te przeprowadzono pod kierunkiem geometry Rajskiego i inżyniera Russockiego, a fundusze na nie zostały pozyskane z amatorskich przedstawień teatralnych zainicjowanych przez żonę Tomasza Libickiego – prezesa komitetu ds. uporządkowania cmentarza. Staraniem tego ostatniego, a także Franciszka Spana – przemysłowca, alejki zostały wysypane gruzem i żwirem, usunięto obumarły i chory drzewostan, w środkowej części cmentarza założono pompę.
Teren pochówków został wtedy podzielony na klasy. W zależności od nich ustanowiono opłaty:
- za grób pojedynczy w klasie 1 – 10 rubli,
- za grób pojedynczy w klasie 2 – 7 rubli,
- za grób pojedynczy w klasie 3 – 4 ruble.

Ponadto wyznaczono miejsca bezpłatne dla ludności biednej.
W 1871 roku członek dozoru cmentarnego Świerczyński obsadził uliczki cmentarza 500 drzewami, m.in. kasztanowcami, brzozami, akacjami, lipami i drzewkami morwowymi.
W 1873 roku powstała pierwsza kaplica cmentarna Karola Burgharda (pw. św. Adeli), a w 1897 roku – kaplica Augusta i Katarzyny Jüttnerów. Obie kaplice, rodzin Burghardów i Jüttnerów, zostały wpisane 10 grudnia 2009 do rejestru zabytków pod numerem A/86.
W 1875 roku Karol Burghard dokupił dla cmentarza za 300 rubli teren o powierzchni 2 mórg (tj. około 1,1 ha).
W połowie 1877 roku na cmentarzu znajdowało się łącznie 309 nagrobków, w tym 125 oznaczonych jedynie krzyżami (122 drewnianymi i 3 żelaznymi), 111 zakrytych płytami (110 kamiennymi i 1 marmurową) oraz 73 ozdobione pomnikami (53 z kamienia ciosowego, 3 marmurowymi i 17 żelaznymi). Do pierwszych lat XXI wieku przetrwało z nich 70, najstarszy zachowany nagrobek – Florentyny Zahorskiej – pochodzi z 1848 roku . Zachowały się także nagrobki z okresu I wojny światowej, m.in.:
- w kwaterze 18. – mogiła z głazem, w której pochowano w 1915 roku Friedricha Helfera i Heinricha Wilkowitscha – lotników Armii Austro-Węgier,
- w kwaterze 40. – mogiła z pomnikiem w kształcie łuski armatniej, kryjąca prochy lejtnanta armii austro-węgierskiej Rudolfa Hefellego, poległego w 1915 roku[9].

Najcenniejsze nagrobki, rzeźby i kaplice cmentarne zostały wykonane w pracowniach Faustyna Juliusza Cenglera (pomnik trojga dzieci Jordana Władysława Kańskiego – Ludwika, Stefanii i Wandy, zmarłych na cholerę 17 sierpnia 1873 roku), Andrzeja Pruszyńskiego, Henryka Żydoka, Pawła Płeckiego, Jana Rudnickiego, Wacława Konopki, Bolesława Syrewicza oraz J. Norblina.
Od 1988 roku na cmentarzu organizowane są kwesty na rzecz ratowania najcenniejszych nagrobków. Podczas kwesty w 2012 roku zebrano na ten cel 19 tys. zł. Do października 2015 roku odrestaurowano 113 nagrobków za łączną kwotę w latach 2000–15 ponad 350 000 złotych. Obecnie nekropolia jest potocznie nazywana piotrkowskimi Powązkami .

## Kaplica rodziny Burghardów

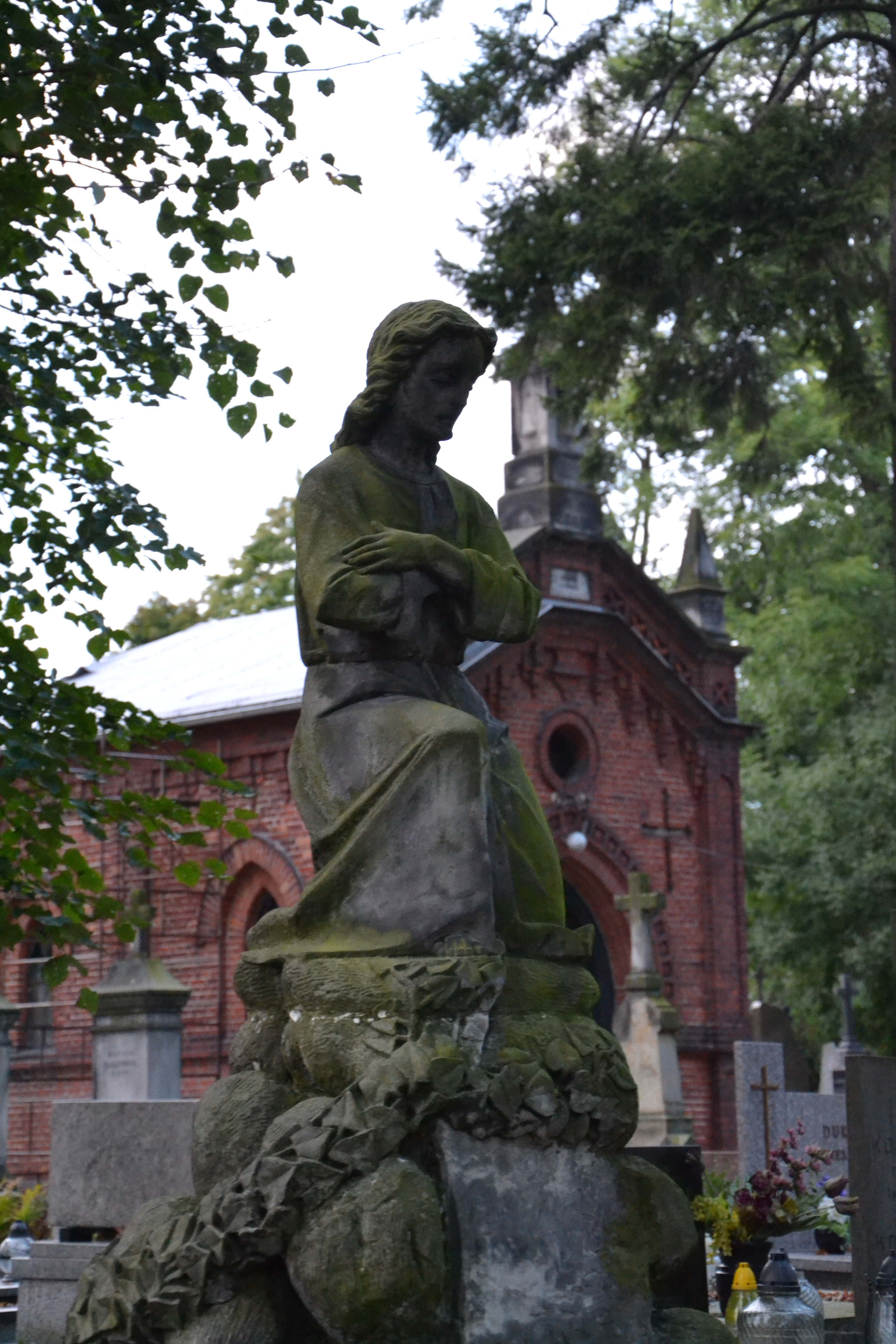
Stary Cmentarz Rzymskokatolicki – w głębi kaplica rodziny Burghardów (wrzesień 2014)

Jednokondygnacyjna kaplica rodziny Burghardów została wzniesiona w 1873 roku w stylu neogotyckim, na planie prostokąta, w głębi głównej wschodniej alei, zamykając ją od strony zachodniej. Jej fundatorem był Karol Stefan Burghard herbu Burghard – urodzony w 1815 roku w Końskich, mąż Adeli (Adelajdy) z Szerszeńskich (zm. 8 lipca 1872), przedsiębiorca (założyciel w 1836 roku fabryki sztućców w Fałkowie), ziemianin, właściciel dóbr Mierzyn i filantrop (współzałożyciel i członek honorowy Towarzystwa Dobroczynności dla Chrześcijan w Piotrkowie Trybunalskim), zmarły 12 lutego 1877 roku w Piotrkowie Trybunalskim, który cały majątek przeznaczył testamentem na cele dobroczynne (m.in. według różnych źródeł 55 100 lub 58 000 rubli dla piotrkowskiego TDdCh, 12 000 rubli dla radomskiego Towarzystwa Dobroczynności).
Poświęcenia kaplicy dokonał 7 lipca 1875 roku biskup kielecki Tomasz Teofil Kuliński, po czym odprawił w niej pierwszą mszę świętą. Dzień wcześniej do kaplicznej krypty przeniesione zostały z tymczasowego grobu szczątki Adeli Burghard i Chwalimira Burgharda.
Karol Burghard udostępnił kaplicę do odprawiania nabożeństw żałobnych, z zastrzeżeniem, by nie ustawiano w niej katafalków z uwagi na małą powierzchnię. Zamykana była jedynie w ciągu kilku dni w roku – w rocznice śmierci pochowanych w krypcie członków rodziny Burghardów.
Ściany kaplicy wzniesiono z cegły ceramicznej pełnej, od środka wzbogacone w lizeny i otynkowane. Wnętrze zwieńczone jest sklepieniem kolebkowym na łukach z lunetami. Nad oknami znajduje się profilowany gzyms, a w lunetach – tablice epitafijne rodziny Burghardów. W prezbiterium umieszczono neogotycki ołtarz z białego marmuru karraryjskiego z figurą Jezusa Chrystusa na krzyżu, dłuta Bolesława Syrewicza. Wejście do krypty grobowej przykryte jest metalową płytą, dno krypty stanowi nawierzchnia ziemna. Posadzkę kaplicy wykonano z płyt marmurowych ułożonych w szachownicę. Kaplica posiada pojedyncze okna witrażowe z metalowymi szczeblinami, w górnej części zwieńczone ostrym łukiem. Nad wejściem głównym (w elewacji wschodniej) znajduje się oculus z maswerkiem, zaś od strony prezbiterium oculus z maswerkiem ślepym. Wejście zwieńczone łukiem ostrym zamykają dwuskrzydłowe metalowe drzwi z dekoracją, osadzone w portalu trójskokowym. Nad wejściem po bokach znajdują się trójlistne krzyże. Na środku szczytu umieszczona jest kamienna sygnaturka zwieńczona metalowym krzyżem, a pod nią tablica z napisem Kaplica św. Adeli. Na ścianie zachodniej, poniżej oculusa, wmurowano kamienną tablicę z napisem: Kaplica św. Adeli z grobem familijnym fundacji Karola Burgharda poświęcono dnia 7 lipca 1875 r. przez Ex. Ks. Kulińskiego, biskupa kieleckiego. Kaplicę przykrywa dach trójpołaciowy, ze szczytem w elewacji frontowej, pokryty podczas ostatniej renowacji (w połowie drugiej dekady XXI w.) blachą cynkowo-tytanową.
Powierzchnia całkowita kaplicy wynosi 81,4 m², powierzchnia zabudowy – 45,4 m², powierzchnia użytkowa – 41,1 m², kubatura – 295 m³.
W połowie 2014 roku stan zachowania i stan techniczny obiektu oceniono jako niebudzące zastrzeżeń.
W pierwszych latach istnienia kaplicy znajdował się w niej wykonany ze srebra relikwiarz w kształcie monstrancji, z ośmioma przywiezionymi z Rzymu relikwiami. Na przełomie sierpnia i września 1882 roku został skradziony przez włamywaczy (wraz z czterema brązowymi lichtarzami).

## Pochowani

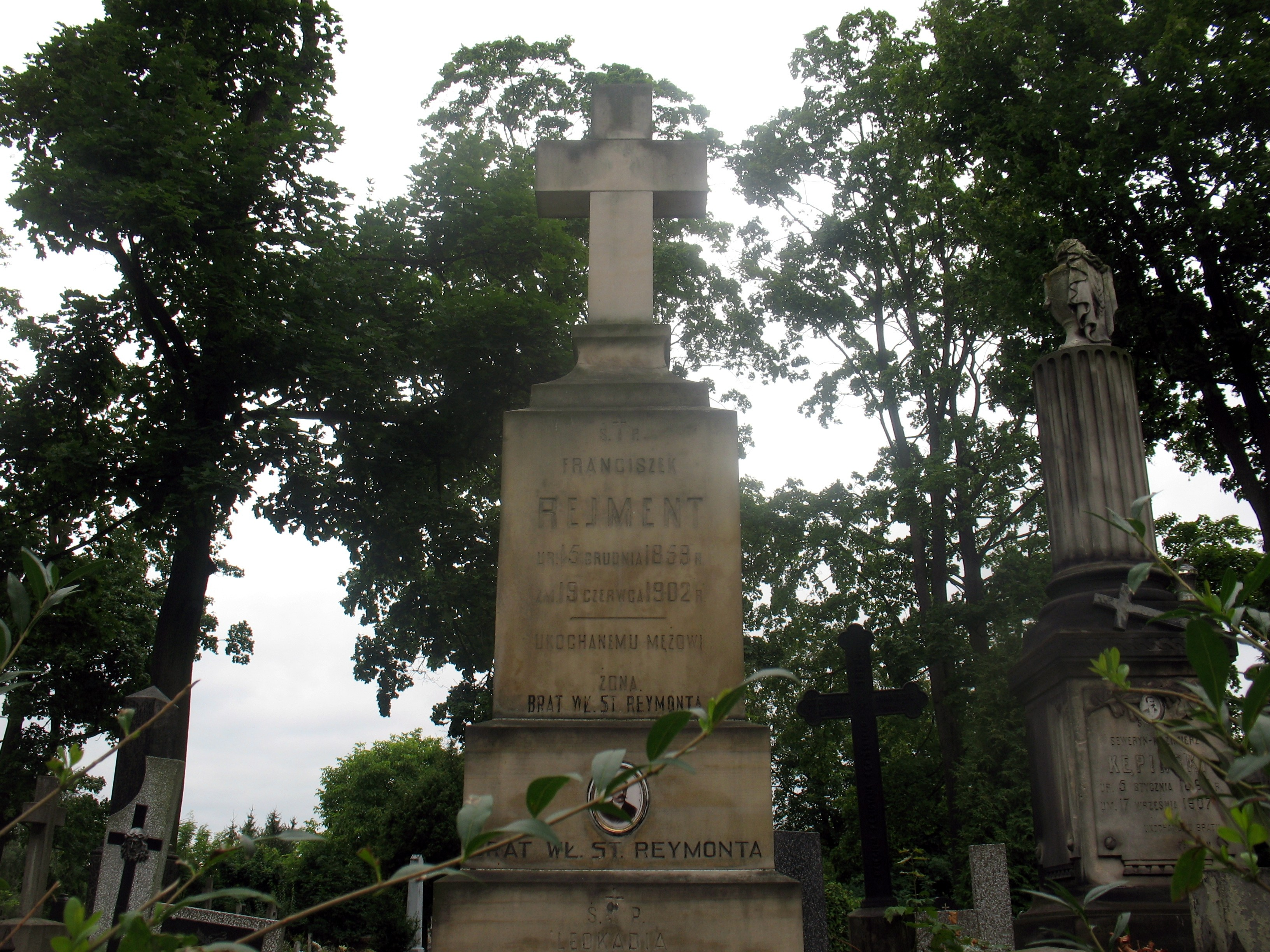
Nagrobek Franciszka Rejmenta (sierpień 2010)

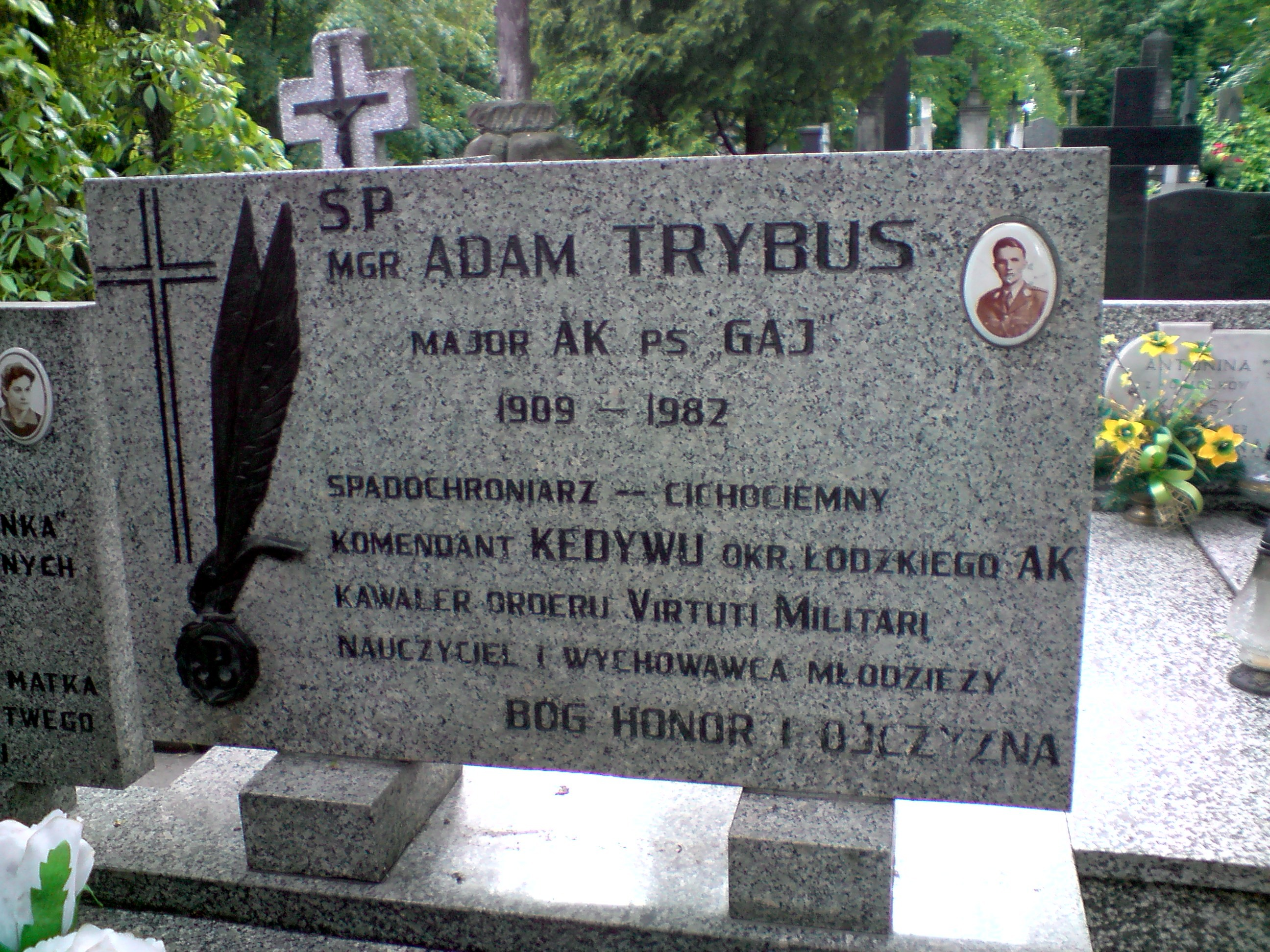
Nagrobek mjr. Adama Trybusa (maj 2009)

Na cmentarzu zostali pochowani m.in.:
- Ludwik Czyżewski (1892–1985) – generał brygady WP, dowódca w bitwie pod Borową Górą,
- Stefan Dybkowski (1922–1988) – fotoreporter „Gazety Ziemi Piotrkowskiej”, działacz społeczny[25],
- Stefan Gorgoń-Drużbicki (1923–1997) – podporucznik Armii Krajowej, powstaniec warszawski,
- Ewa Juszko-Pałubska (1948–2018) – polska adwokat, w latach 80. obrońca w procesach działaczy podziemnej „Solidarności”[26],
- Florian Łagowski (1843–1909) – pedagog, historyk literatury, publicysta,
- Zbigniew Mroziński (1945–2016) – działacz NSZZ „Solidarność”, poseł na Sejm RP III kadencji, współtwórca Atletycznego Klubu Sportowego[27],
- Stanisław Pomian-Srzednicki (1840–1925) – Pierwszy Prezes Sądu Najwyższego,
- Stanisław Psarski (1857–1932) – inicjator budowy wąskotorowej Piotrkowskiej Kolei Dojazdowej[11],
- Władysław Psarski (1888–1944) – inżynier chemik, dyrektor cukrowni w Kościanie, poseł na Sejm RP w latach 1930–35, zginął w powstaniu warszawskim[11],
- Michał Rawita Witanowski (1858–1943) – historyk, krajoznawca, regionalista,
- Franciszek Rejment (1859–1902) – starszy brat noblisty Władysława Reymonta,
- Józef Rejment (1833–1904) – ojciec noblisty Władysława Reymonta[1] ,
- August Steinke – lekarz króla Stanisława Augusta Poniatowskiego[2],
- Kazimierz Stronczyński (1809–1896) – numizmatyk, sfragistyk, paleograf, badacz architektury, senator Królestwa Polskiego (kw. 47, gr. 127),
- Roman Szymański (1855–1931) – prezes cechu ślusarskiego[14],
- Adam Trybus (1909–1982) – major Armii Krajowej, cichociemny,
- Helena Trzcińska (1863–1934) – nauczycielka, działaczka społeczna,
- Henryk Wardęski (1878–1951) – nadinspektor, I zastępca Komendanta Głównego Policji Państwowej w latach 1922–1929[28],
- Ewa Żarska (1975–2020) – polska reporterka telewizyjna, dziennikarka śledcza[29].